# Genève-Lyss-Berne-Genève
Genève-Lyss-Berne-Genève, appelée aussi « Grand Course International de la Union Sportive », est une ancienne course cycliste suisse de 341 kilomètres, organisée le 8 août 1892 autour de Genève en Suisse.

## Palmarès
| Année | Vainqueur  | Deuxième      | Troisième      |
| ----- | ---------- | ------------- | -------------- |
| 1892  | Louis Masi | Marius Allard | Francis Piguet |